# Sudetenkrise
Die Sudetenkrise oder sudetendeutsche Krise im Jahr 1938 war ein vom nationalsozialistischen Deutschland provozierter und eskalierter internationaler Konflikt mit dem Ziel, die staatliche Existenz der Tschechoslowakei zu zerstören und ihre böhmischen, mährischen und schlesischen Landesteile dem deutschen Reichsgebiet einzuverleiben. Konrad Henlein und die von ihm geführte Sudetendeutsche Partei als Vertreter der deutschen Minderheit arbeiteten dabei mit Adolf Hitler und der NS-Führung zusammen. Durch das Münchener Abkommen vom September 1938 wurde die Regierung der ČSR gezwungen, das Sudetenland an Deutschland abzutreten.
Frankreich und Großbritannien konnten mit ihrer Appeasement-Politik eine drohende militärische Konfrontation zwar noch einmal vermeiden, verloren wegen der Preisgabe der verbündeten Tschechoslowakei jedoch enorm an Ansehen und Vertrauen bei den Staaten Osteuropas. Unterdessen trieb das NS-Regime, ermutigt durch seinen Erfolg, seine aggressive Expansionspolitik voran. Trotz der in München gemachten Zusage, das Sudetenland sei seine „letzte territoriale Forderung“ gewesen, forcierte Hitler schon wenige Monate später die Abspaltung der Slowakei von der Tschecho-Slowakischen Republik (Č-SR). Am 15. März 1939 ließ er das verbliebene Staatsgebiet von der Wehrmacht besetzen und am Tag darauf als Protektorat Böhmen und Mähren annektieren. Eine Woche später zwang er Litauen unter Kriegsdrohung dazu, das Memelland abzutreten, und weniger als ein Jahr nach der Beilegung der Sudetenkrise befahl er den Überfall auf Polen, mit dem in Europa der Zweite Weltkrieg begann.

Sprachenverteilung in der Tschechoslowakei (um 1930)

## Vorgeschichte

### Die Sudetendeutschen in der Tschechoslowakei
Alle Gebiete, um die es in der Sudetenkrise ging, gehörten bis 1918 als Königreich Böhmen, Markgrafschaft Mähren und Herzogtum Ober- und Niederschlesien (Österreichisch-Schlesien) zum cisleithanischen Reichsteil Österreich-Ungarns, der von Deutschösterreichern dominiert war. In ihren Grenzregionen lebten überwiegend Deutschböhmen und Deutschmährer. Um 1890 waren etwa 37 Prozent der Einwohner Böhmens deutsche und 63 Prozent tschechische Muttersprachler. Mit dem sich verstärkenden Nationalismus erhöhten sich in der zweiten Hälfte des 19. Jahrhunderts die Spannungen zwischen beiden Volksgruppen. So kam es unter anderem zum Böhmischen Sprachenkonflikt, einem lang anhaltenden Streit um die offizielle Sprache in Behörden und Schulen. Im Wiener Reichsrat blockierten sich tschechische und deutsche Parteien gegenseitig. Alle Versuche, die Konflikte im Rahmen der Habsburgermonarchie zu lösen, schlugen fehl. So standen sich beide Bevölkerungsgruppen argwöhnisch gegenüber, als am 28. Oktober 1918, nach der Niederlage Österreich-Ungarns im Ersten Weltkrieg, die Tschechoslowakische Republik (ČSR) als unabhängiger Staat proklamiert wurde. In diesem Vielvölkerstaat stellten die Deutschen mit 3,3 Millionen Menschen – oder 22,5 Prozent der Bevölkerung – die größte Minderheit.
Trotz des multiethnischen Charakters der jungen Tschechoslowakei vertraten Staatspräsident Masaryk und die Regierungsparteien das Konzept eines einheitlichen Nationalstaats. Da die Parteien der deutschen, magyarischen, ruthenischen und polnischen Minderheiten nicht in der Revolutionären Nationalversammlung vertreten waren, wurde die Verfassung der Tschechoslowakei 1920 ohne ihre Zustimmung verabschiedet. Sie sah eine zentralistische statt einer bundesstaatlichen Ordnung vor. Die Regierung unterzeichnete einen vom Völkerbund garantierten Minderheitenschutzvertrag und fühlte sich danach an weitergehende Autonomieversprechen aus dem Jahr 1919 nicht mehr gebunden. Die deutschsprachigen Bürger sahen sich daher gegenüber den Tschechen und Slowaken im Nachteil und bildeten als Reaktion darauf ein Zusammengehörigkeitsgefühl aus, das sich aber an Österreich, nicht am Deutschland der Weimarer Republik orientierte. Erst in dieser Zeit bürgerte sich für die Deutschen in der ČSR der Name Sudetendeutsche und für die von ihnen bewohnten Regionen der Begriff Sudetenland ein, abgeleitet vom gleichnamigen Gebirgszug.
Ungeachtet ihres gespannten Verhältnisses zum tschechoslowakischen Staat, garantierte dieser den Angehörigen der deutschen Minderheit alle individuellen Bürgerrechte. Sie konnten Beamte werden, wenn sie Tschechisch lernten, und rund 90 Prozent der Sudetendeutschen konnten auf Ämtern nach wie vor ihre Muttersprache verwenden. Zudem waren sie mit eigenen Parteien im Parlament vertreten. Diese gehörten allerdings zwei gegensätzlichen Gruppierungen an, den sogenannten Aktivisten und Negativisten. Zu den letzteren gehörten die Deutsche Nationalsozialistische Arbeiterpartei (DNSAP) und die konservative Deutsche Nationalpartei (DNP). Sie setzten im Parlament auf Konfrontation und Obstruktion, was mitunter zu regelrechten Saalschlachten führte. Dagegen traten die Aktivisten, die Deutsche sozialdemokratische Arbeiterpartei, der Bund der Landwirte, die Deutsche Christlich-Soziale Volkspartei und die liberale Deutsche Demokratische Freiheitspartei für eine Überwindung der nationalen Gegensätze ein. Sie waren zur konstruktiven Mitarbeit im neuen Staat bereit und einige von ihnen waren seit 1926 an Koalitionsregierungen beteiligt. Daher wurde in der ČSR gegen Ende der 1920er Jahre öffentlich darüber debattiert, den Sudetendeutschen den Status eines zweiten „Staatsvolks“ zuzuerkennen. Große Erfolge waren der Gleichstellungspolitik der Aktivisten jedoch nicht beschieden. Vollends ins Hintertreffen gerieten sie infolge der Weltwirtschaftskrise von 1929. Diese traf die deutsche Minderheit überproportional hart, da sich die besonders betroffene Textil- und Konsumgüterindustrie der ČSR in den von ihnen bewohnten Gebieten konzentrierte. Zwei von drei Arbeitslosen des Landes waren Sudetendeutsche.
Die Negativisten der DNSAP und der DNP, deren Schwesterparteien in Deutschland soeben Adolf Hitler an die Macht gebracht hatten, kamen 1933 einem drohenden Verbot durch tschechoslowakische Behörden durch ihre Selbstauflösung zuvor. An ihre Stelle trat die am 1. Oktober desselben Jahres gegründete Sudetendeutsche Heimatfront (SHF) unter Führung des Turnlehrers Konrad Henlein, die sich 1935 in Sudetendeutsche Partei (SdP) umbenannte. Sie verstand sich zunächst als Interessenvertretung und Sammlungsbewegung mehrerer konservativ-nationaler Richtungen. Formal stellte sie sich auf den Boden der Demokratie und des tschechoslowakischen Staats, geriet aber zunehmend unter den Einfluss des NS-Regimes und bekannte sich ab 1937 offen zum Nationalsozialismus. Bei den Wahlen im Mai 1935 erhielt sie mehr als 62 Prozent der deutschen Stimmen.
Im Februar 1938 nahm die SdP Kontakte zur katholisch-klerikalen Slowakischen Volkspartei Andrej Hlinkas auf, mit der sie ideologisch nur den jeweiligen Nationalismus gemein hatte, der beide gegen tschechische Zentralisierungstendenzen einte.
Das nationalsozialistische Deutsche Reich nutzte die internen Spannungen der ČSR zunehmend für seine offensive Expansionspolitik. Die Bedrohung der letzten verbliebenen Demokratie in Mitteleuropa gefährdete andererseits auch die Macht- und Sicherheitsinteressen der beiden Großmächte Frankreich und Großbritannien. Nach dem „Anschluss“ Österreichs im März 1938, der große Demonstrationen unter der Parole „Heim ins Reich!“ auslöste, rückte das NS-Regime nun die so genannte Sudetenfrage in den Brennpunkt der europäischen Politik.
In Hitlers militärischem Kalkül stellte die kleine, aber gut gerüstete und zusätzlich durch den seit 1935 erbauten Grenzwall geschützte Tschechoslowakei eine gefährliche und letztlich unannehmbare Rückenbedrohung bei einem Krieg gegen die westlichen Großmächte dar. Bereits am 3. Februar 1933 hatte er die Befürchtung geäußert, Frankreich würde mit seinen „Ost-Trabanten“ (gemeint waren Polen und die Tschechoslowakei) „über uns herfallen“. Der Staatssekretär im Auswärtigen Amt Bernhard Wilhelm von Bülow sprach bezugnehmend auf die Beistandsverträge des Landes mit Frankreich und der Sowjetunion von einem „russischen Flugzeugträger“ inmitten Europas, den es zu zerstören gelte. Die Zerschlagung der Tschechoslowakei als unabhängiger Staat war von Beginn an Hitlers Ziel, die Besetzung des Sudetenlandes unter dem Vorwand des Selbstbestimmungsrechtes nur der erste Schritt dahin.

### Die französische Sicherheitspolitik
Die Tschechoslowakei war als Mitglied der Kleinen Entente und durch den französisch-tschechoslowakischen Vertrag vom 24. Januar 1924 Teil des französischen Sicherheitssystems, das eine Revision des Versailler Vertrags und insbesondere einen Anschluss Österreichs hatte verhindern sollen. Der reale Anschluss am 12. März 1938 zeigte deutlich die ganze Problematik dieser Sicherheitsarchitektur: Frankreich hatte sich nach dem Ersten Weltkrieg auf eine Defensivstrategie festgelegt. Im Konfliktfall wollte man hinter der Maginotlinie einem deutschen Angriff standhalten, bis alle Reservisten einberufen und mobilgemacht worden wären. Dann wollte man zum Angriff übergehen und Deutschland mithilfe von Frankreichs Verbündeten im Osten einen Zweifrontenkrieg aufzwingen. Hinzu kam, dass es im französischen Sicherheitssystem keine multilaterale Kooperation gab: Daher war es in Krisen nicht aktionsfähig.
Im Mai 1935 hatten Frankreich und die Tschechoslowakei mit der Sowjetunion Beistandspakte geschlossen, doch schien unsicher, ob man sich auf eine sowjetische Unterstützung verlassen konnte oder sollte. Tatsächlich stand die Sowjetunion der Tschechoslowakei in der Sudetenkrise nicht bei. Ob der Grund dafür eine von Josef Stalin angestrebte „Sowjetisierung Mitteleuropas“ (Ivan Pfaff) oder seine „unvermeidlich beschränkten Möglichkeiten“ (Natalija Gerulajtis) waren (es bestand keine gemeinsame Grenze zwischen beiden Staaten, womit sich das Problem eines Durchmarschrechts für die Rote Armee durch Polen oder Rumänien stellte), ist in der Forschung umstritten. Die französische Sicherheitspolitik war somit auf Verbündete in Ostmitteleuropa angewiesen, nicht zuletzt auf die Tschechoslowakei. Zu deren Schutz und zur Aufrechterhaltung der Unabhängigkeit Österreichs wäre aber eine professionelle Offensivarmee vonnöten gewesen, wie sie etwa General Charles de Gaulle seit 1934 forderte. Hinzu kam, dass sich Frankreich im März 1938 in einer Regierungskrise befand: Zwei Tage vor dem Einmarsch der Wehrmacht in Österreich war Ministerpräsident Camille Chautemps zurückgetreten, es folgte für einige Wochen ein letzter Versuch einer Volksfrontregierung. Obendrein war am 20. Februar 1938 der britische Außenminister Anthony Eden, der einer Appeasement-Politik zunehmend kritisch gegenüberstand, von deren entschiedenem Befürworter Lord Halifax abgelöst worden. Eine gemeinsame französisch-britische Demarche in Berlin gegen den Anschluss kam daher nicht zustande, jede der beiden Mächte übergab ein eigenes, wirkungsloses Protestschreiben.
Sofort war klar, was das nächste Ziel der deutschen Außenpolitik werden sollte. Der französische Botschafter in Berlin André François-Poncet meldete am 24. März 1938 nach Paris, das NS-Regime sei nun entschlossen, über kurz oder lang eine Lösung für das Sudetenproblem zu finden. Er empfahl eine Doppelstrategie: Zum einen sollte man die Prager Regierung zu Kompromissbereitschaft gegenüber den Sudetendeutschen drängen, zum anderen empfahl er eine enge britisch-französische Entente. Eine Sitzung des Comité permanent de la défense nationale unter Vorsitz von Kriegsminister Édouard Daladier zeigte am 15. März 1938 die militärische Unterlegenheit Frankreichs: Die deutsche Wehrmacht umfasste 900.000 Mann, die französische Armee dagegen nur 400.000. Generalstabschef Maurice Gamelin kam daher zu dem Schluss, dass Frankreich nur gemeinsam mit Verbündeten daran denken könne, einen siegreichen Krieg zu führen. Vor allem gelte es, Großbritannien und Polen an seiner Seite zu haben.
Die Konsultationen, zu denen Daladier, der nach dem Scheitern der Volksfront kurz zuvor Ministerpräsident geworden war, mit dem neuen Außenminister Georges Bonnet am 28. April 1938 nach London reiste, erwiesen sich als unbefriedigend. Premierminister Neville Chamberlain weigerte sich, eine Beistandszusage für den Fall eines deutsch-französischen Krieges wegen der Sudetenfrage abzugeben, vielmehr müsse man gemeinsam die tschechoslowakische Regierung zu Konzessionen drängen; Hitler plane gar keine Annexionen, sondern nur eine Autonomie der Sudetendeutschen innerhalb des tschechoslowakischen Staates. Daladier und Bonnet stimmten dem zu, hielten es aber für unumgänglich, im Falle des Scheiterns einer diplomatischen Einigung Deutschland daran zu hindern, die Tschechoslowakei zu zerstückeln oder ganz verschwinden zu lassen. Daher gelte es, jetzt gemeinsam Festigkeit zu zeigen. Chamberlain erwiderte mit Blick auf den unzureichenden Stand der britischen Rüstung, man könne doch nicht bluffen. Daladier fragte zurück, ob es nicht vielleicht Hitler sei, der bluffe. Eine Einigung kam nicht zustande.

## Ablauf

### Hitlers Ziele und die erste Eskalation zur Krise
Auf einer durch die Hoßbach-Niederschrift überlieferten Konferenz mit den Spitzen der Wehrmacht und des Außenministeriums entfaltete Hitler am 5. November 1937 seinen langfristigen Plan einer gewaltsamen Expansion Deutschlands in Europa. Zu den ersten Zielen erklärte er Österreich und die Tschechoslowakei, die er dem Deutschen Reich eingliedern wollte. Dies sei spätestens zwischen 1943 und 1945, unter günstigen Umständen auch schon 1938 in Angriff zu nehmen. Dabei setzte er darauf, dass „mit hoher Wahrscheinlichkeit England, voraussichtlich aber auch Frankreich die Tschechei bereits im Stillen abgeschrieben“ hätten. Ein Eingreifen der Sowjetunion und Polens hielt er für unwahrscheinlich. In der Folge wurden im Dezember 1937 die Weisungen für den „Fall Grün“ (Tschechoslowakei), die Kriegsplanungen des deutschen Generalstabes, aktualisiert und die Möglichkeit eines isolierten Angriffskrieges gegen die Tschechoslowakei vorgesehen. Die Entwicklungen in der Tschechoslowakei spielten Hitler in die Hände.
Im Herbst 1937 schwenkte der Führer der Sudetendeutschen Partei, Konrad Henlein, endgültig auf die Linie der Radikalen innerhalb seiner Partei ein. Mit der Ablösung Hans Steinachers als Leiter des Volksbundes für das Deutschtum im Ausland am 19. Oktober 1937 hatte Henlein den letzten gemäßigten Unterstützer im Deutschen Reich verloren. Sein enger Vertrauter und wichtiger Berater für den autonomistischen Kurs der SdP, Heinz Rutha, war am 4. Oktober von der tschechischen Polizei unter dem Vorwurf der Homosexualität verhaftet worden und hatte sich am 5. November das Leben genommen. Mit dem sogenannten Vorfall von Teplitz-Schönau schließlich verschlechterte sich das Verhältnis zur tschechoslowakischen Regierung: Am 17. Oktober 1937 war es dort nach einer Tagung der SdP, auf der Henlein eine Rede gehalten hatte, zu gewaltsamen Zusammenstößen mit der tschechischen Polizei gekommen. Karl Hermann Frank, der auf Polizisten eingeprügelt hatte, wurde dabei mit einem Gummiknüppel geschlagen und festgenommen. Diesen Vorfall nutzten Henlein und die reichsdeutschen Presse zu einer Kampagne gegen die Tschechoslowakei. Nachdem der tschechoslowakische Ministerpräsident Milan Hodža Henlein am 16. September 1937 noch Entgegenkommen signalisiert hatte, reagierte die Regierung nun mit einem Versammlungsverbot und verschob die Kommunalwahlen. Um seine eigene Position und die Einheit seiner Partei zu retten, wandte sich Henlein am 19. November 1937 an Hitler und bot ihm die SdP als „Fünfte Kolonne“ an. Die SdP müsse „ihr Bekenntnis zum Nationalsozialismus als Weltanschauung, als politisches Prinzip tarnen“. Während sie „innerlich nichts mehr als die Einverleibung des sudetendeutschen Gebietes, ja des ganzen böhmisch-mährisch-schlesischen Raumes in das Reich“ ersehne, müsse die Partei aber nach außen für die Erhaltung der Tschechoslowakei eintreten. Für den US-amerikanischen Historiker Ronald Smelser liegt hier der Beginn der Aktivität der Radikalen in der SdP, die das Sudetenproblem zur Sudetenkrise machen sollte. Dem deutschen Historiker Ralf Gebel zufolge gab Henlein damit jeden Ansatz einer eigenständigen Politik auf. Die folgenden Ereignisse seien „aus sudetendeutscher Sicht bereits ein Epilog zur Geschichte des Weges nach München. Der weitere Verlauf der Sudetenkrise lag ganz in den Händen Hitlers und seiner Gegenspieler auf internationalem Parkett“.
Am 20. Februar 1938 ging Hitler in einer Reichstagsrede auf das Problem der außerhalb des Reiches lebenden Deutschen ein, zu denen er Österreicher und Sudetendeutsche zählte, und sicherte ihnen Unterstützung bei der Durchsetzung ihres Selbstbestimmungsrechts zu. Zwei Wochen nach dem Anschluss Österreichs, am 28. März, lud er Henlein nach Berlin ein und riet ihm, der tschechoslowakischen Regierung bezüglich der Nationalitätenfrage unerfüllbare Forderungen zu unterbreiten: „Wir müssen also immer so viel fordern, daß wir nicht zufriedengestellt werden können.“
Außerdem erklärte Hitler am 30. Mai in einem geheimen Aufmarschplan: „Es ist mein unabänderlicher Entschluss, die Tschechoslowakei in absehbarer Zeit durch eine militärische Aktion zu zerschlagen.“ Bereits am 21. April 1938 wies Hitler den Chef des Oberkommandos der Wehrmacht, Generaloberst Wilhelm Keitel, an, eine erste Studie für ein künftiges Vorgehen gegen die Tschechoslowakei zu erarbeiten. Der Beginn der Aktion blieb dabei offen, als Auslöser sollte ein geeigneter äußerer Anlass dienen.
Am 24. April stellte Henlein das Karlsbader Programm auf. Dieses beinhaltete acht Punkte, unter anderem Gleichberechtigung, Autonomie und Wiedergutmachung der seit 1918 erlittenen Benachteiligungen. Weitere Minderheiten in der Tschechoslowakei schlossen sich in den nächsten zwei Wochen den Forderungen Henleins, bezogen auf ihre Volksgruppe, an. Während Premierminister Milan Hodža bereit war, dem mit dem Entwurf einer neuen Verfassung entgegenzukommen, lehnte der Präsident der ČSR Edvard Beneš die Forderungen ab. Henlein reiste daraufhin nach Großbritannien, um dort öffentlich über die Lage der Sudetendeutschen aufzuklären.

### Die Maikrise
Am 18. Mai 1938 wurden dem tschechoslowakischen Geheimdienst Truppenbewegungen der Wehrmacht in Sachsen und Bayern gemeldet, die auf einen bevorstehenden Angriff hinzudeuten schienen: Angeblich seien neun bis zwölf Divisionen an die Grenze verlegt worden. Daraufhin beschloss die Regierung von Ministerpräsident Milan Hodža am 20. Mai eine teilweise Mobilmachung: 199.000 Mann wurden einberufen, wodurch die tschechoslowakische Armee auf 383.000 Mann anwuchs. Diese Entscheidung löste am 20. und 21. Mai hektische Aktivitäten von verschiedener Seite aus, die als „Mai-“ oder „Wochenendkrise“ in die Geschichte eingingen: Der amerikanische Botschafter in Paris William C. Bullitt appellierte an Präsident Franklin D. Roosevelt, die Sudetenkrise vor den Internationalen Gerichtshof zu bringen, um eine sowjetische Machtausdehnung, die er im Falle eines deutsch-tschechoslowakischen Krieges befürchtete, zu verhüten. Der deutsche Gesandte in Prag Ernst Eisenlohr dementierte gegenüber Außenminister Kamil Krofta in scharfem Ton („grober Unsinn“) die Meldungen über deutsche Truppenkonzentrationen, Ähnliches musste sich der tschechoslowakische Gesandte in Berlin, Vojtěch Mastný, in der Wilhelmstraße anhören. Die SdP wies ihre Untergliederungen offenbar an, sich jeder Provokation zu enthalten, vorerst keine Uniformen und Abzeichen zu tragen und auf den „deutschen Gruß“ zu verzichten. Die Beerdigung zweier SdP-Mitglieder in Eger, die in der Nacht der Mobilisierung von einem Wachtposten erschossen worden waren, dessen Haltesignal sie ignoriert hatten, nutzte die SdP am 25. Mai zu Kundgebungen. Die Toten wurden von SdP-Funktionären zu „Blutzeugen der nationalsozialistischen Idee“ erklärt, und Henlein hielt eine aufrührerische Rede. Der britische Botschafter in Berlin, Nevile Henderson, mahnte in mehreren Demarchen in drohendem Ton zur Mäßigung – überflüssigerweise, denn die ganze Krise beruhte auf einer Falschmeldung. Es hatte gar keine deutsche Truppenkonzentration gegeben.
Von wem die Falschmeldung, die die Maikrise auslöste, stammte, konnte bislang nicht ermittelt werden. Der tschechisch-amerikanische Historiker Igor Lukes sieht darin eine professionell gemachte Desinformation durch einen Geheimdienst, der am Ausbruch eines deutsch-tschechoslowakischen Krieges Interesse gehabt haben könnte, etwa der Sowjetunion. Der tschechische Historiker Stanislav Kokoška schloss dagegen aus, dass sowjetischer oder deutscher Geheimdienst verwickelt waren. Seiner Meinung nach stammte der entscheidende Bericht von einem deutschen Sozialdemokraten mit Informanten im Reichsgebiet, der für den tschechoslowakischen Nachrichtendienst gearbeitet habe.
Bedeutung erlangte diese Episode durch das Missverständnis der Weltpresse, die darin einen Sieg der Tschechoslowakei, Großbritanniens und auch Frankreichs sah (dessen Regierung sich an diesem Wochenende doch vollkommen passiv verhalten hatte). Durch ihre Festigkeit sei das nationalsozialistische Deutschland in seine Schranken gewiesen worden, die tschechoslowakische Mobilmachung sei ein „Triumph und eine Niederlage Hitlers“.
Hitler fühlte sich provoziert und sah sich dazu veranlasst, seine ursprüngliche Absicht, vorerst nicht einzugreifen, zu revidieren. Am 28. Mai bekundete er bei einer Konferenz mit den außenpolitischen und militärischen Spitzen des Reiches in Berlin seinen Willen, die Tschechoslowakei „blitzschnell zu beseitigen“. In der neuen Fassung von „Fall Grün“ am 30. Mai wurde die Vorgehensweise detailliert dargestellt. Als Stichtag zum Abschluss der Vorbereitungen wurde der 1. Oktober 1938 angegeben.

### Weitere Entwicklung Mai bis August 1938
Um Frankreich vor allzu kühnem Vorgehen abzuhalten, stellte die Regierung Chamberlain in einer Note an Außenminister Bonnet noch am 22. Mai klar, dass ihr Verhalten während der Maikrise keinen Politikwechsel bedeutete: „L’Angleterre ne interviendra pas. Que la France soit prudente“.
Die Deutschen dagegen setzten auf eine Eskalation. Die Sudetenkrise entstand mithin nicht durch Interessengegensätze beider Seiten, sondern sie wurde, wie der deutsche Historiker Klaus-Jürgen Müller schreibt, „von Hitler ab Mai 1938 bewußt entfesselt“. Am 1. Juni schlug Hermann Göring bei einer Unterredung mit dem ungarischen Botschafter Döme Sztójay vor, Ungarn solle ebenfalls Gebietsansprüche an die Tschechoslowakei stellen, und am 17. Juni verlangte er bei einem Treffen mit dem polnischen Botschafter Józef Lipski in Carinhall dasselbe von Polen. Die polnische Regierung begann gleichzeitig, die slowakische Autonomiebewegung zu unterstützen. Hier begannen einzelne Mitglieder, eine enge Anlehnung der Slowakei an Polen ins Auge zu fassen, was der Parteivorsitzende Hlinka zwar ablehnte, doch starb er im August 1938, sodass die territoriale Integrität der ČSR während der Sudetenkrise gleich von zwei Seiten in Frage gestellt wurde.
Ende Juni wurden nahe der tschechoslowakischen Grenze Manöver abgehalten. Am 20. Juli erklärte der französische Außenminister Bonnet dem tschechoslowakischen Botschafter Štefan Osuský ganz offen, dass die Regierung in Prag „in keinem Fall“ („en aucun cas“) glauben dürfe, Frankreich würde wegen der Sudetenfrage Krieg führen. Öffentlich werde man die Regierung von Ministerpräsident Hodža weiterhin unterstützen, aber nur, um ihr die Gelegenheit zu geben, mit Hitler „eine friedliche und ehrenvolle Lösung“ („une solution pacifique et honorable“) zu erreichen. Zur Begründung verwies Bonnet auf die internationale Isolation, in die Frankreich geraten war: Eine Unterstützung durch die Sowjetunion war zweifelhaft bis gefährlich, Polen war durch seinen Nichtangriffspakt mit Deutschland von 1934 am Eingreifen gehindert, die 1935 geschlossene Stresa-Front mit Italien war seit dem deutsch-italienischen Freundschaftsvertrag vom 1. November 1936 hinfällig. Daher bleibe nur eine Verhandlungslösung. Diese Position war mit Daladier so nicht abgesprochen, doch das konnte Beneš nicht wissen, der auf den Bericht des Botschafters mit Entsetzen reagierte. Am selben Tag informierte der britische Außenminister Halifax die Franzosen, er werde die Regierung in Prag bitten, die Vermittlung von Lord Runciman zu akzeptieren. Damit hatte Großbritannien die Initiative zur Lösung der Sudetenkrise übernommen. Frankreich kam nur noch eine Zuschauerfunktion zu.
Am 3. August trat Lord Runciman seine Vermittlerrolle zwischen den Sudetendeutschen und der tschechoslowakischen Regierung an. Dass die Erfolgsaussichten gering waren, war der britischen Regierung von vornherein klar. Ihr Hauptziel war es jedoch, die internationale öffentliche Meinung, namentlich in den USA, auf die Lage in der ČSR aufmerksam zu machen und so auch Präsident Franklin Delano Roosevelts Interesse zu wecken, mit dem Runciman im Januar 1937 in Washington handelspolitische Beratungen geführt hatte. Bei seinen Gesprächen in der ČSR trat Runciman betont unparteiisch auf: Er komme nicht als Abgesandter der Londoner Regierung, sondern als unabhängiger Vermittler. Ein Treffen mit Hitler, von dem sich Außenminister Halifax Erfolge versprochen hatte, lehnte er ab. Immerhin erreichte er in seinen Gesprächen, dass Ministerpräsident Hodža nun bereit war, einer Föderalisierung der ČSR zuzustimmen. Wäre der Vorschlag zwei Jahre vorher unterbreitet worden, hätte er die Beziehungen zwischen Tschechen, Slowaken und Sudetendeutschen wohl befrieden können, doch nicht zuletzt weil Hitler Henlein anwies festzubleiben, führten Runcimans Verhandlungen zu nichts. Als Chamberlain bereits in Berchtesgaden war, um nach der erneuten Eskalation der Krise mit Hitler persönlich eine Lösung zu finden, ließ er Runciman am 16. September telefonisch nach London zurückbeordern. Der Bericht, den dieser am 21. September der britischen Regierung übergab, wurde im Nachhinein an Chamberlains Verhandlungsposition angepasst.

### Die erneute Eskalation der Krise im September 1938
Noch während Runcimans Verhandlungen gab Hitler am 3. September der Armee die Weisung, sich für einen Angriff auf die Tschechoslowakei nach dem 27. des Monats bereitzuhalten. Am 7. September schlug die Times in einem Leitartikel erstmals die „Abtrennung des Saumes der fremden Bevölkerungsgruppen“ vor, „die an die Nation grenzen, mit der sie stammlich verbunden sind“. Am 10. September bezeichnete Göring bei einer Rede in Nürnberg mit Blick auf die Sudetenfrage den Zustand als unerträglich, dass ein Kulturvolk dauernd unterdrückt und belästigt werde. Am 11. September erwiderte der britische Premierminister Chamberlain in einer Pressekonferenz, die Verhandlungen – er meinte Runcimans Mediationsversuche – seien schon so weit gediehen, dass jeder, der jetzt eine militärische Lösung suche, eine Verurteilung durch die Weltöffentlichkeit auf sich ziehen werde.
Mit Spannung wartete man nun auf die Rede Hitlers zum Abschluss des Reichsparteitages vom 12. September. In einer äußerst aggressiven Rede bezeichnete er die Ziele der Prager Regierung als terroristisch und verbrecherisch und verurteilte die leichtfertige Kriegsbereitschaft seiner Gegner. Er werde unter keinen Umständen gewillt sein, einer weiteren Unterdrückung der Deutschen in der Tschechoslowakei zuzusehen. Zudem wies er auf die Überführung der Reichskleinodien von Wien nach Nürnberg hin, die er kurz zuvor veranlasst hatte. Die Welt solle sich daran erinnern, „daß über ein halbes Jahrtausend vor der Entdeckung der Neuen Welt schon ein gewaltiges germanisch-deutsches Reich bestanden hat“. Dass Böhmen und Mähren Teil dieses Reiches gewesen waren, brauchte er dann gar nicht mehr explizit auszusprechen. Der Krieg schien nun unmittelbar bevorzustehen. Auf diese Rede hin brach im Sudetengebiet ein Aufstand aus mit zahlreichen Opfern. Die Unruhen, die von sudetendeutscher Seite ausgingen, und Hitlers Rede waren nach Ansicht von Runcimans Mitarbeiter Frank Ashton-Gwatkin der Grund, weshalb dessen Mission scheiterte. Gleichwohl waren die Unruhen nicht exzessiv genug, um ein sofortiges Einschreiten der Wehrmacht zu rechtfertigen.
Am 13. September erklärte Premierminister Chamberlain in einer Botschaft seine Bereitschaft, unverzüglich mit Hitler zusammenzutreffen. Am 15. September traf er auf dem Berghof ein. Chamberlain war immerhin bereit, eine Revision der tschechoslowakischen Grenze zu akzeptieren, doch das reichte seinem Gastgeber nicht: Der drohte mit Krieg. Chamberlain fragte daraufhin den vor Wut schäumenden Hitler, warum er denn einem Gespräch zugestimmt hätte, wenn er doch nur Krieg wolle, und deutete an, abreisen zu wollen. Hitler gab daraufhin nach: Er verlangte die Abtrennung der tschechoslowakischen Gebiete mit mehrheitlich deutschsprachiger Bevölkerung und berief sich dabei auf das Selbstbestimmungsrecht der Völker. Chamberlain sagte zu, darüber mit seinem Kabinett beraten zu wollen, wenn Hitler bis zu einem weiteren Gespräch auf Gewalt gegen die ČSR verzichte. Hitler war unzufrieden, konnte aber Chamberlains Angebot, das auf alle seine nach außen hin erhobenen Forderungen einging, schlecht ablehnen. Joseph Goebbels notierte nach einem Gespräch mit ihm am 18. September in sein Tagebuch, man könne wohl „im Augenblick nicht viel dagegen machen. Aber auch so wird sich dann die Tschechoslowakei in Wohlgefallen auflösen. Und wir haben im Ernstfall dann eine ungleich viel bessere militärische Position“. Offensichtlich hatte Hitler gar nicht vor, sich mit dem Sudetenland zu begnügen.
Während in der deutschen Presse über tschechische Gräueltaten berichtet wurde, ließ Hitler von dem nach Deutschland geflohenen Henlein das Sudetendeutsche Freikorps aufstellen. Dieses besetzte die Städte Eger und Asch. Das britische Kabinett stimmte Chamberlains Plan ebenso zu wie die französische Regierung. Am 21. September gelang es ihnen, die Tschechoslowakei zur Einwilligung zu bringen, Gebiete mit über 50 Prozent deutscher Bevölkerung an Deutschland abzutreten. Die Gesandten Léopold Victor de Lacroix und Basil Cochrane Newton hatten tags zuvor Beneš in einer „drohenden Demarche“ klargemacht, dass sein Land im Falle einer Weigerung mit keinerlei militärischen Unterstützung rechnen könne. Nach einigem Zögern gab Beneš diesem „französisch-britischen Ultimatum“ nach. In einer öffentlichen Erklärung verwies die tschechoslowakische Regierung auf den „starken Druck“, der auf sie ausgeübt worden sei, und legte besonderen Wert auf die Garantie ihres Staatsgebiets, wie es Chamberlain und Daladier unverbindlich in Aussicht gestellt hatten. Großbritannien und Frankreich dürften eine Invasion der abzutretenden Gebiete durch die Wehrmacht erst dann zulassen, wenn die neue Grenze durch eine internationale Kommission im Einzelnen festgelegt sei.
Vom 22. bis 24. September verhandelte Chamberlain erneut mit Hitler im Rheinhotel Dreesen in Godesberg. Er überbrachte die Zustimmung Großbritanniens, Frankreichs und der Tschechoslowakei zur Abtretung des Sudetenlandes. Eine internationale Garantie solle die Unabhängigkeit der Tschechoslowakei gewährleisten. Hitler lehnte diese Lösung ab, verwies auf die angeblichen Gewalttätigkeiten der jüngsten Zeit gegen die volksdeutsche Bevölkerung sowie auf ungarische sowie polnische Gebietsforderungen, die die ČSR ebenfalls zu erfüllen habe. In einem Memorandum verlangte er schließlich ultimativ eine Lösung bis zum 1. Oktober. Chamberlain zeigte sich immerhin bereit, der tschechoslowakischen Regierung diese neuen Forderungen zuzuleiten. Noch während der Abschlussgespräche traf die Nachricht von der allgemeinen tschechoslowakischen Mobilmachung vom 23. September 1938 ein: Mit weiteren Konzessionen der Prager Regierung war nicht zu rechnen.
Am 25. September lehnte das britische Kabinett die neuen Forderungen ab und sagte der französischen Regierung Unterstützung für den Fall einer kriegerischen Verwicklung mit Deutschland zu. Am 26. September ordnete Frankreich eine Teilmobilmachung an. Chamberlain entsandte seinen Berater Horace Wilson nach Berlin, um einen Kriegsausbruch zu verhindern. Hitler erklärte, seine Divisionen nur dann zurückzuhalten, wenn das Godesberger Memorandum von der Prager Regierung bis zum 28. September, 14 Uhr, akzeptiert worden sei. In einer Rede im Berliner Sportpalast am 26. September drohte er der ČSR offen mit Krieg, sollten die deutschen Forderungen nicht erfüllt werden. Gleichzeitig nannte er die Abtretung der sudetendeutschen Gebiete an das Reich erstmals ausdrücklich als seine letzte territoriale Revisionsforderung: „Wir wollen gar keine Tschechen“. Der frenetische Jubel, mit dem das Publikum auf diese Rede antwortete – Goebbels hatte für diesen Abend den Ruf „Führer befiehl, wir folgen!“ erfunden –, entsprach indes nicht der Stimmung in der deutschen Bevölkerung: Hier hoffte man weiterhin, der Friede könne bewahrt werden.
Dennoch erklärten sich am 27. September Jugoslawien, Rumänien und die USA warnend für die Gegenseite. 19 Divisionen der Wehrmacht wurden mobilgemacht. Am Abend diktierte Hitler für Horace Wilson einen Brief an Chamberlain, der eine förmliche Garantie für die Existenz der Tschechoslowakei enthielt.

### Die Münchner Konferenz
Schließlich appellierten Chamberlain und Präsident Roosevelt an den faschistischen italienischen Diktator Benito Mussolini, Hitler zu überzeugen, die Mobilmachung zu verschieben und einer Konferenz zuzustimmen. Mussolini konnte am 28. September Hitler von der Notwendigkeit einer Viermächtekonferenz überzeugen. Am darauffolgenden Tag wurde er von Hitler in Kufstein empfangen, gemeinsam reisten die beiden Diktatoren nach München. Den Konferenzverlauf mussten sie dabei nicht vorbesprechen, denn Botschafter Bernardo Attolico war vom Auswärtigen Amt bereits über die deutschen Wünsche instruiert worden.
Ab dem 29. September tagte in München eine Konferenz der Regierungschefs von Frankreich (Daladier), Großbritannien (Chamberlain), Italien (Mussolini) und Deutschland (Hitler). Tags darauf wurde das Münchner Abkommen abgeschlossen, womit die Vertreter Frankreichs, Großbritanniens und Italiens ihre Zustimmung zum Anschluss des gesamten Sudetenlandes an das Deutsche Reich gaben. Der Tschechoslowakei wurde für den Rest ihres Territoriums eine internationale Garantie in Aussicht gestellt. Die Beschlüsse wurden ihr diktiert und bedeuteten das Ende der Ersten Republik. Am 1. Oktober besetzten deutsche Truppen das so genannte Sudetenland. Zwischen dem 2. und dem 11. Oktober 1938 besetzten polnische Truppen das Olsagebiet.
Regierungsvertreter der Tschechoslowakei waren nicht eingeladen worden. Deswegen und aufgrund des massiven Drucks, mit dem ihnen zuvor die Einwilligung abgenötigt worden war, wird das Ergebnis der Münchner Konferenz in der wissenschaftlichen Literatur mitunter als „Diktat von München“ bzw. „Münchner Diktat“ bezeichnet.

## Folgen

### Folgen für die internationale Politik
Infolge des Münchener Abkommens konnte der Ausbruch eines europäischen Krieges im Herbst 1938 noch verhindert werden. Frankreich sah sich militärisch nicht in der Lage und war politisch nicht willens, seine Bündnisverpflichtungen mit der Tschechoslowakei zu erfüllen. Die Regierungen Frankreichs und Großbritanniens zogen aus den militärischen Drohungen Hitlers den Schluss, ihre Rüstungsanstrengungen umgehend zu verstärken. Des Weiteren sicherten sie sich in bilateralen Verträgen mit dem Deutschen Reich das Recht auf gegenseitige Konsultationen in Fragen der internationalen Sicherheit zu.
Die Staaten Ost- und Südosteuropas sahen im Verhalten der westlichen Demokratie ein Eingeständnis der Schwäche. Dadurch verloren Frankreich und Großbritannien als Bündnispartner in ihren Augen extrem an Wert. Der bulgarische Botschafter in der Sowjetuniuon erklärte gegenüber seinem französischen Kollegen, diesen Ländern bliebe nun keine andere Möglichkeit mehr als „den Schutz Deutschlands zu suchen und sich seinen Wünschen zu unterwerfen“.
Auch die UdSSR revidierte nach München ihre Politik. Denn obwohl sie am System der kollektiven Sicherheit beteiligt war, wurde die Sowjetunion während der Sudetenkrise von den Westmächten ignoriert. Sie zeigte aber auch selbst wenig Engagement zur Verteidigung der Tschechoslowakei. Außenminister Litwinow kritisierte zwar in einer Rede in Leningrad Ende Juni die Haltung der Westmächte, lehnte aber seitens der Sowjetregierung jede Verantwortung für den weiteren Lauf der Dinge ab. In der Folge änderte Stalin seine Politik, was ein Jahr später zum Hitler-Stalin-Pakt führte.
Offen blieb nach dem Münchener Abkommen zunächst die Frage der polnischen und ungarischen Gebietsansprüche an den tschechoslowakischen Staat. Polen konnte einen Teil seiner Ansprüche nach dem tschechoslowakischen Einlenken auf ein Ultimatum durch die Besetzung des Olsagebiets ab dem 2. Oktober durchsetzen. Im weiteren Verlauf erhob Polen mehrmals neue Forderungen an die Tschechoslowakei. Bezüglich Ungarn stimmten Großbritannien und Frankreich einem deutsch-italienischen Schiedsverfahren zu, das im Ersten Wiener Schiedsspruch vom 2. November 1938 mündete. In diesem wurden Ungarn Teile der südlichen Slowakei und Karpatenukraine mit überwiegend ungarischer Bevölkerung zugesprochen. Das Ziel der deutschen und ungarischen Führung blieb aber insgeheim weiterhin die Auflösung des tschechoslowakischen Staates.

### Folgen für die Tschechoslowakei
In der Tschechoslowakei führte die Krise zum Rücktritt von Staatspräsident Beneš am 5. Oktober 1938, der Prag verließ und bald darauf nach London ins Exil ging. Zum Nachfolger als Staatspräsident wurde am 30. November Emil Hácha gewählt. Die Schwächung der Zentralregierung stärkte Hlinkas Slowakische Volkspartei, die am 6. Oktober die Proklamierung der politischen Autonomie der Slowakei erreichte und am 8. November die Vereinigung der politischen Parteien der Slowakei in einer Einheitspartei. Nach slowakischem Vorbild erklärte sich auch die Karpatenukraine am 11. Oktober für autonom. Der Erste Wiener Schiedsspruch verfügte am 2. November 1938 die Abtretung der südlichen Gebiete der Slowakei an Ungarn. Am 19. November verabschiedete die tschechoslowakische Nationalversammlung die Autonomiegesetze für die Slowakei und die Karpatenukraine, die zum 22. November 1938 in Kraft traten, während der Staat zugleich in Tschecho-Slowakischen Republik umbenannt wurde.
Hitler war weiterhin entschlossen, die tschechischen Gebiete zu annektieren. Am 21. Oktober 1938 befahl er der Wehrmacht, Vorbereitungen zu treffen, um „die Rest-Tschechei jederzeit zerschlagen zu können“.
Der tschechoslowakische Reststaat löste sich im März 1939 nicht zuletzt aufgrund der militärischen Drohungen der Nachbarländer Deutschland, Ungarn und Polen auf. Die Slowakei erklärte sich am 14. März zur unabhängigen Republik unter deutschem Schutz. Am 15. März wurde die „Rest-Tschechei“ „zerschlagen“ (so die hämische Ausdrucksweise der NS-Propaganda): Das seines Schutzes durch den Tschechoslowakischen Wall entblößte Land wurde kampflos von Wehrmachttruppen besetzt und durch den Führererlass vom 16. März 1939, wonach es als „Protektorat Böhmen und Mähren“ bezeichnet wurde, völkerrechtswidrig ins Reich eingegliedert.

### Folgen im Deutschen Reich
1937 und 1938 wuchsen die Spannungen zwischen NSDAP und Teilen der Wehrmachtführung. Dies lag unter anderem an der Neugliederung der Wehrmachtspitze infolge der Blomberg-Fritsch-Krise sowie an Hitlers Ankündigung, die ČSR zu zerschlagen. Während der Sudetenkrise spitzten sich diese Gegensätze dramatisch zu. Im Rahmen der Septemberverschwörung gab es konkrete Staatsstreichpläne für den Fall eines von Hitler provozierten Krieges gegen die Westmächte. Von dessen Aussichtslosigkeit waren maßgebliche Militärs unter Führung des Generalstabschefs des Heeres Ludwig Beck überzeugt. Auch der Oberbefehlshaber des Heeres Walther von Brauchitsch teilte diese Ansicht, fühlte sich aber an seinen Treueid an Hitler gebunden und blieb passiv. Enttäuscht erklärte Beck am 18. August 1938 seinen Rücktritt, ein Schritt, dem sich, anders als er gehofft hatte, keine weiteren Generäle anschlossen.
Die übrigen Verschwörer wollten aktiv Widerstand leisten und Hitler töten, sollte er einen Krieg riskieren. Maßgeblich vorangetrieben wurde die Verschwörung gegen ihn von dem konservativen Politiker Hans Bernd Gisevius, von Hans Oster, einem leitenden Offizier der Abwehr und vom Berliner Wehrkreiskommandanten Erwin von Witzleben. Auch Becks Nachfolger Franz Halder war eingeweiht, verlangte vor einem Putsch aber eindeutige Beweise für einen Angriffsbefehl. Vor allem aber war er der Meinung, man müsse erst einen schweren Rückschlag von Hitlers Erpressungspolitik abwarten, da dieser anderenfalls zu starken Rückhalt in der Bevölkerung finde. Nur ein eindeutiges Bekenntnis Frankreichs und Großbritanniens, Deutschland im Falle eines Angriffs auf die Tschechoslowakei den Krieg zu erklären, hätte Hitlers Politik in deren Augen so stark diskreditiert, dass sie seine Absetzung akzeptiert hätte.
Chamberlains Besuch in Berchtesgaden bremste die Verschwörer fürs Erste aus. Als Hitler in Godesberg jedoch von der Vereinbarung mit Chamberlain abrückte, nahmen ihre Pläne konkrete Gestalt an. Auch Halder erklärte sich nun einverstanden, und am 28. September hielt sich in der Zentrale der Abwehr ein Stoßtrupp unter der Führung von Friedrich Wilhelm Heinz bereit, um Hitler in der Reichskanzlei zu überrumpeln und zu töten. Dann jedoch wurde bekannt, dass Hitler Mussolinis Vorschlag zu einer weiteren Konferenz in München akzeptiert hatte. Daher wurden die Putschpläne erneut aufgeschoben und nach Bekanntgabe des Münchner Abkommens endgültig fallen gelassen. Halder soll ausgerufen haben: „Was sollen wir noch tun? Es gelingt ihm ja alles!“ In der Tat erreichte Hitler nun „ein fast legendäres Ansehen“, in den Augen der Bevölkerung galt er als politisches Genie und als Friedensbewahrer – und das, obwohl er der Konferenz nur sehr widerwillig zugestimmt hatte und wütend darüber war, dass sie ihm die Gelegenheit zum Kriegführen genommen hatte. Letztlich führte der vergleichsweise mühelose Erfolg Hitlers in der Sudetenkrise auf deutscher Seite zu fatalen Fehleinschätzungen: Vor dem Überfall auf Polen 1939 war Hitler – inzwischen aber auch Halder – davon überzeugt, dass Deutschland einen leichten Sieg erringen werde. Ein Militärputsch, der den Krieg noch hätte verhindern können, wurde 1939 nicht einmal geplant.